# Aci Sant'Antonio
Aci Sant'Antonio is een gemeente in de Italiaanse provincie Catania (regio Sicilië) en telt 16.692 inwoners (31-12-2004). De oppervlakte bedraagt 14,3 km2, de bevolkingsdichtheid is 1167 inwoners per km2.
De volgende frazioni maken deel uit van de gemeente: S.Maria la Stella, Lavinaio.

## Demografie
Aci Sant'Antonio telt ongeveer 5703 huishoudens. Het aantal inwoners steeg in de periode 1991-2001 met 23,5% volgens cijfers uit de tienjaarlijkse volkstellingen van ISTAT.
| Jaar | Inwoneraantal |
| ---- | ------------- |
| 1991 | 12.459        |
| 2001 | 15.389        |

## Geografie
De gemeente ligt op ongeveer 302 m boven zeeniveau.
Aci Sant'Antonio grenst aan de volgende gemeenten: Aci Bonaccorsi, Aci Catena, Acireale, Valverde, Viagrande, Zafferana Etnea.